# Noyers-Pont-Maugis
Noyers-Pont-Maugis település Franciaországban, Ardennes megyében. Lakosainak száma 670 fő (2022. január 1.). Noyers-Pont-Maugis Balan, Bulson, Cheveuges, Remilly-Aillicourt, Thelonne, Wadelincourt és Bazeilles községekkel határos.

## Népesség
A település népességének változása:
| Lakosok száma | 902  | 795  | 738  | 717  | 718  | 703  | 684  | 669  | 665  | 670  |
|               | 1968 | 1982 | 1990 | 2006 | 2013 | 2015 | 2017 | 2019 | 2020 | 2022 |